# Karel Svoboda (filolog)
Karel Svoboda (17. července 1888 Královské Vinohrady – 30. října 1960 Praha) byl český filolog, vysokoškolský pedagog a děkan FF MU v Brně.

## Kariéra
Před první světovou válkou vystudoval klasickou filologii, češtinu, němčinu a filozofii na Filozofické fakultě Univerzity Karlovy a roku 1919 habilitoval. Mezi lety 1920–1934 působil na FF MU v Brně, od r. 1927 jako řádný profesor klasické filologie. V letech 1933–1934 zde zastával také funkci děkana. Posléze však přechází zpět do Prahy a v letech 1935–1958 přednášel na FF UK. Ve svých dílech se věnoval především estetice, etice, starší řecké filozofii a struktury uměleckého literárního díla.

## Dílo
- Studie o pramenech filosofických spisů Ciceronových (1919)
- L'esthétique d'Aristote (1927)
- L'esthétique de saint Augustin et ses sources (1933)
- O literárním slohu (1943)
- O literárních druzích (1947)
- Dítě ve slovesném umění (1948)
- Bolzanova estetika (1954)
- Antika a česká vzdělanost od obrození do první světové války (1957)

Byl také autorem řady odborných článků a překládal.